# Projet de tramway de Palma
Le tramway de Palma (en espagnol : Tranvía de Palma de Mallorca), qui aurait été exploité commercialement comme Trambadia, est un projet abandonné de réseau de transport collectif en site propre de type tramway desservant la ville de Palma, sur l'île de Majorque, en Espagne. Il aurait compris une seule ligne.
Un premier projet est envisagé à la fin des années 2000 par la municipalité et le gouvernement régional, reliant le centre-ville à l'aéroport et à la zone balnéaire d'El Arenal. Il est abandonné en 2011, faute de volonté politique à la suite d'une alternance, puis relancé en 2017 après un nouveau changement de majorité au conseil municipal, avec à nouveau le soutien de l'exécutif territorial. Une nouvelle alternance en 2023 conduit à l'abandon du projet.
Le réseau devait relier, à terme, le centre hospitalier universitaire de Son Espases au quartier balnéaire en desservant la place d'Espagne et la zone aéroportuaire. La première phase, dont la mise en service était attendue en 2026, aurait connecté le cœur historique de la capitale et l'aéroport.

## Historique

### Ancien tramway de Palma
Le premier réseau de tramway de Palma est mis en service en 1891. Il s'agit initialement de véhicules sur rails à traction hippomobile, remplacés par des rames à traction électrique en 1916. Leur exploitation cesse en 1959, au profit d'un service d'autobus.

### Projet avorté
Au mois de décembre 2007, l'équipe municipale de Palma et le gouvernement des îles Baléares annoncent leur intention de faire à nouveau circuler le tramway dans la capitale de l'archipel. La ligne projetée suit un parcours de 12 kilomètres entre le centre historique de Palma et le quartier balnéaire d'El Arenal et l'aéroport de Son Sant Joan. Les projections tablent sur 15 millions de passagers par an. L'étude d'avant-projet présentée moins de dix-huit mois plus tard, en mars 2009, prévoit de relier le centre-ville à l'aéroport, grâce à une ligne de 10,8 km comptant 21 stations.
Bien qu'il ait été prévu que les travaux débutent en 2011, ceux-ci ne sont en fait jamais exécutés, en raison de l'élection à la mairie du candidat du Parti populaire, Mateu Isern, qui avait fait connaître au cours de la campagne électorale préalable aux élections du 27 mai 2011 son opposition résolue à ce projet de mode de transport.

### Relance

#### Phase I: centre-ville - aéroport
Après avoir retrouvé le pouvoir à Palma à la suite des élections de 2015, l'ancienne majorité de gauche qui défendait le tramway décide, en décembre 2017, de relancer ce projet. En juin suivant, le gouvernement des îles Baléares intègre dans son plan de transports 2019-2026 la création d'une ligne de tramway entre le centre de Palma et son aéroport.
L'étude d'avant-projet de cette phase I est validée en novembre 2020 par la direction générale des Mobilités. Un mois plus tard, l'exécutif autonome déclare le projet d'intérêt régional. Le marché public pour la rédaction de l'étude de projet du tronçon est attribué en mai 2021, puis le gouvernement de l'État indique le mois suivant que la réalisation de la phase I, bénéficiera des fonds issus du plan de relance européen.
En septembre 2021, le gouvernement territorial fait savoir que le chantier commencera en 2023, visant une mise en service commercial de la ligne en 2026. La présidente des îles Baléares, Francina Armengol, et la ministre des Transports, Raquel Sánchez, signent le 10 novembre 2022 un protocole d'accord permettant le financement des travaux de réalisation de la phase I du tramway, d'un coût total de 185 millions €, par l'État, après que l'exécutif autonome a approuvé l'étude de projet,.

#### Phase II: centre-ville - hôpital
Alors qu'il prévoyait, en juin 2018, de prolonger le métro, le gouvernement des îles Baléares décide, en novembre 2020, que la liaison entre le centre-ville de Palma et l'hôpital de Son Espases sera réalisée sous forme de tramway. L'esquisse de cette phase II est dévoilée au début du mois suivant. Ce tronçon fait ensuite l'objet d'une déclaration d'intérêt régional. L'étude d'avant-projet de la phase II est soumise à enquête publique au début du mois de mai 2021.

### Nouvel abandon
À la suite des élections régionales et municipales du 28 mai 2023, une alternance se produit au conseil municipal de Palma et au gouvernement des îles Baléares. La municipalité puis le gouvernement abandonnent le projet de tramway, la mairie affirmant vouloir se concentrer sur l'électrification de la flotte de bus,.

## Réseau
Le réseau aurait compris une seule ligne, réalisée en plusieurs phases, de 15,5 km de longueur. Vingt-sept stations auraient été réparties sur l'ensemble du tracé, desservant le centre hospitalier universitaire de Son Espases, le centre-ville de Palma et l'aéroport de Son Sant Joan,,.
La voie aurait été à écartement métrique et une partie du tracé réalisée en parallèle de celui suivi par le chemin de fer de Sóller. La fréquentation était estimée entre 6,7 et 9,2 millions de voyageurs par an,.
Une extension depuis l'aéroport jusqu'à la zone balnéaire de Platja de Palma, au sud de la zone aéroportuaire, était également envisagée,.